# Kasaliah
Kasaliah (persiska: قازليان, Qāzlīān, قازِلياه) är en ort i Iran.   Den ligger i provinsen Västazarbaijan, i den nordvästra delen av landet, 500 km väster om huvudstaden Teheran. Kasaliah ligger 1 338 meter över havet och antalet invånare är 439.
Terrängen runt Kasaliah är huvudsakligen kuperad, men den allra närmaste omgivningen är platt. Kasaliah ligger nere i en dal.Runt Kasaliah är det ganska tätbefolkat, med 155 invånare per kvadratkilometer. Närmaste större samhälle är Būkān, 7,1 km nordost om Kasaliah. Trakten runt Kasaliah består i huvudsak av gräsmarker.